# 白山青年站
白山青年站（韓語：백산청년역）是朝鮮民主主義人民共和國江原道洗浦郡白山里的一個鐵路車站，属于青年伊川线。

## 邻近车站
青年伊川线
藥水站 - 白山青年站 - 新生站